# Área micropolitana de Gettysburg
El área micropolitana de Gettysburg,  y oficialmente como Área Estadística Micropolitana de Gettysburg, PA µSA tal como lo define la Oficina de Administración y Presupuesto, es un Área Estadística Micropolitana centrada en el borough de Gettysburg en el estado estadounidense de Pensilvania. El área micropolitana tenía una población en el Censo de 2010 de 101.407 habitantes, convirtiéndola en la 43.º área micropolitana más poblada de los Estados Unidos. El área micropolitana de Gettysburg comprende el condado de Adams, siendo Gettysburg la localidad más poblada.

## Geografía
El área estadística micropolitana de Gettysburg se encuentra ubicada en las coordenadas 39°52′N 77°13′O / 39.87, -77.22.

## Composición del área micropolitana

### Boroughs
Abbottstown |
Arendtsville |
Bendersville |
Biglerville |
Bonneauville |
Carroll Valley |
East Berlin |
Fairfield |
Gettysburg |
Littlestown |
McSherrystown |
New Oxford |
York Springs 

### Municipios
Berwick |
Butler |
Conewago |
Cumberland |
Franklin |
Freedom |
Germany |
Hamilton |
Hamiltonban |
Highland |
Huntington |
Latimore |
Liberty |
Menallen |
Mount Joy |
Mount Pleasant |
Oxford |
Reading |
Straban |
Tyrone |
Union 

### Lugares designados por el censo
Aspers |
Bendersville Station-Aspers |
Cashtown |
Cashtown-McKnightstown (histórico) |
Flora Dale |
Gardners |
Hampton |
Lake Heritage |
Lake Meade |
Midway |
Orrtanna 

### Áreas no incorporadas
Beechersville |
Bermudian‡ |
Bittinger |
Cross Keys |
Floradale |
Graefenburg |
Heidlersburg |
Hunterstown |
Idaville |
Knoxlyn |
Peach Glen |
Round Top 